# زیبا شکیب
زیبا شکیب (به آلمانی: Siba Shakib)، (متولد تهران) نویسنده فیلمساز و فعال سیاسی ایرانی-آلمانی
وی در شهر تهران از پدری ایرانی و مادری آلمانی به دنیا آمد است. مادر او اهل شهر برلین بود و پدرش تحصیلات عالیه اش را در آلمان انجام داد. زیبا شکیب تحصیلات ابتدایی خود را در «مدرسهٔ آلمان در تهران» به پایان رسانده‌است.

## کتاب‌ها
- (۲۰۰۹) اسکندر "ESKANDAR, Randomhouse Bertelsmann ISBN 3-570-00968-8 ISBN 978-3-570-00968-0
- (۲۰۰۵) سمیرا و سمیر Samira and Samir, Arrow Books Ltd, ISBN 978-0-09-946644-4
- (۲۰۰۲) خدا تنها برای گریستن به افغانستان می‌آید Afghanistan, Where God Only Comes to Weep Century, ISBN 978-0-7126-2339-1

## فیلم‌ها
- A Flower for the Women in Kabul - 50 years UN (1998) (won first human rights film prize)
- Alone in Afghanistan - the story of a nurse and her hospital (۱۹۹۷)
- And Hope Remains: the story of a child soldier (۱۹۹۶)
- Tonino the Camora (۱۹۹۵)
- Shoes - a little psychology (۱۹۹۲)
- Iran - 10 year post Revolution (۱۹۸۹)
- Mahmoudy versus Mahmoody
- 'SAMIRA & SAMIR", 'Gemini